# Kozak w stepie
Kozak w stepie – obraz olejny polskiego malarza Alfonsa Dunina Borkowskiego z 1881-1886 roku, znajdujący się w Galerii sztuki polskiej 1800–1945 Muzeum Śląskiego w Katowicach.
Inspiracją dla obrazu była powieść poetycka Maria – Powieść Ukraińska Antoniego Malczewskiego. W czasie II wojny światowej obraz znajdował się w Kossakówce w Krakowie. Obraz o wymiarach 72 × 53 cm jest sygnowany w dolnej partii dzieła: A. Borkowski | Kraków 1881 (1886?). Muzeum Śląskie w Katowicach zakupiło go w 2015 od prywatnego właściciela przy dofinansowaniu przez Ministerstwo Kultury i Dziedzictwa Narodowego w ramach programu „Kolekcje”. Muzealny nr inwentarzowy: MŚK/SzM/971.